# Delfin (ozvezdje)
Delfín (latinsko Delphinus) je ozvezdje severne nebesne poloble in eno od 88 sodobnih ozvezdij, ki jih je priznala Mednarodna astronomska zveza. Bilo je tudi eno od Ptolemejevih 48 ozvezdij. Leži na tistem delu neba, ki so mu v starih časih rekli morje (nebesno morje), saj se je prikazovalo na nebu v času deževne dobe med letom. V okolici Delfina ležijo še ozvezdja Ribi, Krt in Kozorog-Morska koza, ki so vsa povezana z vodo. V bližini je še Vodnar, ki izliva vodo iz svojega velikanskega, večno polnega vedra. Vodo izliva naravnost v usta Fomalhauta, najsvetlejše zvezde v ozvezdju Južne ribe. Kako je delfin prišel kot ozvezdje na nebo, pripoveduje več starogrških mitov.

## Miti
Eden od mitov pripoveduje, da ga je na nebo postavil bog Apolon. Tako je počastil tistega Delfina, ki je rešil življenje Arionu, grškemu glasbeniku. Arion se je po uspešni glasbeni turneji v Italiji z ladjo vračal domov v Korint. Mornarji so bili prepričani, da si je v Italiji nabral ogromno bogastvo in da ob vrnitvi v domovino pelje vse te dragocenosti s seboj. Zahotelo se jim je njegovega bogastva, zato so se zmenili, da Ariona vržejo v morje, bogastvo pa si razdelijo. Ko so ga zgrabili in ga hoteli vreči čez krov, jih je Arion poprosil, naj mu dovolijo, da še enkrat, zadnjič, zaigra na svojo harfo in zapoje. Mornarji so uslišali njegovo prošnjo, saj se jim je zazdelo, da jih njegovo igranje in petje ne bo oviralo pri načrtu, da se ga za vedno znebijo. Arion se je oblekel v svoja najlepša oblačila, odšel na krmo in zapel svojo zadnjo pesem tako presunljivo lepo in žalostno, da je njegova žalostinka, ki jo je pel prav na čast boga glase Apolona, tako ganila Apolonovo srce, da je k sebi nemudoma poklical Delfina. Ukazal mu je, naj reši Ariona, ko ga bodo mornarji vrgli v morje. Delfin ga je res rešil. Arion se mu je povzpel na hrbet, ga zajahal in se tako z njegovo pomočjo varno pripeljal do obale, nato pa  po kopnem odšel do Korinta. V mesto je prispel nekoliko prej, kot je v pristanišče priplula ladja. Arion je mornarjem nastavil past ter se skril. Ko je ladja pristala, so ljudje spraševali mornarje, če ni bil tudi Arion njihov potnik. Mornarji so se le sprenevedali. Odgovorili so, da je Arion bil njihov potnik, a je med nevihto padel čez krov in ga niso mogli rešiti. Nato pa je Arion stopil pred mornarje in jih soočil z njihovo lažjo. Obtožil jih je poskusa umora in zanje zahteval pravično kazen. Arion je želel počastiti spomin na Delfina, ki ga je rešil. Dal je izdelati kipec Delfina in ga postavil v tempelj. Pozneje je bog Apolon vzel ta kipec in ga postavil med zvezde kot ozvezdje, da bi za vse večne čase spominjalo na delfinovo prijateljstvo in pogum.
Ozvezdje Delfin je znano tudi kot Jobova krsta. Najbrž zato, ker so njegove štiri glavne zvezde postavljene v obliki krste. V Stari Zavezi piše, da je bil Job nenavadno zvest služabnik Jehove. Bil je kar predober človek, da bi ga pokopali na Zemlji, zato je Jehova zahteval, da ga pokopljejo nekje na pol poti med Zemljo in nebom.

### Zvezde
Tri najbolj znane zvezde v ozvezdju so Sualocin (α Del), Rotanev (α Del) in Deneb Dulfim (ε Del).